# کوین پرینس بواتنگ
کوین پرینس بواتنگ (انگلیسی: Kevin-Prince Boateng؛ زادهٔ ۶ مارس ۱۹۸۷) بازیکن سابق فوتبال اهل آلمان است. او پدری غنایی و مادری آلمانی دارد.
از باشگاه‌هایی که در آن بازی کرده‌است می‌توان به هرتابرلین، تاتنهام، دورتموند، پورتسموث، میلان، شالکه ۰۴، لاس پالماس، اینتراخت فرانکفورت، ساسوئولو، بارسلونا، فیورنتینا، بشیکتاش و مونتزا نام برد.
او و برادرش ژرومه در جام جهانی در دو تیم مختلف آلمان و غنا حضور داشتند.

## شعارهای نژادپرستانه
میشل پلاتینی در مورد ترک زمین توسط «کوین پرینس بواتنگ» پس از اینکه دشنام‌هایی به وی داده شد، اظهار داشت: واکنش کوین فوق‌العاده بود. از واکنش او خیلی خوشم آمد. گوشی تلفن را برداشتم و به همین خاطر به آ. ث‌میلانی‌ها و بواتنگ تبریک گفتم.

در جریان دیدار دوستانه آ. ث‌میلان با یک تیم دسته چهارمی، برخی از هواداران علیه هافبک غنایی و دیگر بازیکنان «تیره پوست» دشنام داده و «حرکاتی شبیه به میمون» درآوردند. لژیونر روسونری‌ها هم با مشاهده این رفتار زشت، در دقیقه ۲۶ بازی را قطع کرد، توپ را محکم به سمت تماشاگرانی که چنین حرکاتی داشتند، شوت کرد و زمین بازی را ترک کرد. پس از او دیگر بازیکنان میلان نیز از زمین خارج شدند و بازی نیمه کاره رها شد.

پس از این واقعه، سپ بلاتر رئیس فدراسیون جهانی دشنام‌های نژادپرستانه و رفتار هواداران را مورد انتقاد قرارداد، اما از این که بواتنگ چنین واکنشی نشان داده نیز انتقاد کرد. در مقابل، پلاتینی رفتار این بازیکن و اعضای روسونری را مورد ستایش قرارداد.
پلاتینی حتی گفت به داوران این قدرت داده شود در صورتی که هواداران در خلال بازی، بارها علیه بازیکنان تیره پوست شعار نژادپرستانه بدهند، ابتدا به مدت یک دقیقه بازی را متوقف کرده و در صورت تکرار حتی بازی را قطع کنند.